# The Dick Cavett Show: Ray Charles Collection
The Dick Cavett Show: Ray Charles Collection – dwudyskowe DVD amerykańskiego muzyka Raya Charlesa, wydane w 2005 roku. W 1972 roku oraz 1973 roku Charles wystąpił w trzech odcinkach programu The Dick Cavett Show, jednak w tylko jednym był jedynym gościem. W pozostałych dwóch prócz muzyka pojawili się m.in. aktor Tony Randall oraz antropolog Margaret Mead. The Dick Cavett Show: Ray Charles Collection przedstawia oryginalne odcinki, jednak z wyciętymi reklamami.
Piosenki jakie Charles wykonał podczas wszystkich trzech programów obejmują wiele gatunków muzycznych, od bluesa i gospelu („America the Beautiful”), przez jazz („Blues for Big Scotia” Oscara Petersona) i soul („Shake” Sama Cooke’a) do popu (unikalna interpretacja „Eleanor Rigby” The Beatles) oraz country („I Can’t Stop Loving You”), a także klasyk Raya „Georgia on My Mind”. Charlesowi na scenie towarzyszyły The Raelettes oraz grupa muzyczna programu, która w ocenie Amazon.com „złożona była z dobrych muzyków, jednak nie tak sympatycznych, jak członkowie własnego zespołu Raya”.
Poza wykonywaniem piosenek Ray wypowiadał się na różne tematy. Był szczery, a zarazem zabawny mówiąc o tak poważnych sprawach, jak np. fakt, iż jest niewidomy. Przyznał on wtedy, że nie chciałby odzyskać wzroku na stałe.
Występy muzyka w The Dick Cavett Show spotkały się z dobrymi ocenami krytyków.

Studio telewizyjnego talk show może nie być najlepszym miejscem dla koncertów na żywo, jednak Ray Charles bez wysiłku temu przeczy w trakcie swoich trzech występów na początku lat 70., ukazanych na tym DVD. (...)

## Lista utworów
Odcinek pierwszy – 26 czerwca 1972
1. „America the Beautiful”
2. „Blues for Big Scotia”
3. „Am I Blue” (duet z Dickiem Cavettem)

(Inni goście: Tony Randall, Margaret Mead)
Odcinek drugi – 26 stycznia 1973
1. „I Feel So Bad”
2. „Georgia on My Mind”
3. „Eleanor Rigby”
4. „I Can’t Stop Loving You”
5. „Lift Every Voice And Sing”
6. „America the Beautiful”
7. „Shake”
8. „Am I Blue” (duet z Dickiem Cavettem)

Odcinek trzeci – 9 lipca 1973
1. „I Feel So Bad”
2. „Born To Lose”
3. „Am I Blue” (duet z Dickiem Cavettem)

(Inni goście: John Lindsay, dr Samuel Rosen)